# إسحاق كوبلاند
إسحاق كوبلاند (بالإنجليزية: Isaac Copeland) هو لاعب كرة قدم ولاعب كرة سلة أمريكي، ولد في 13 يونيو 1995 في غرينفيل في الولايات المتحدة. لعب مع Texas Legends ‏.

## وصلات خارجية
- إسحاق كوبلاند على موقع دوري كرة السلة الياباني للمحترفين (اليابانية)
- إسحاق كوبلاند على موقع كرة السلة الأوروبية.كوم (الإنجليزية)
- إسحاق كوبلاند على موقع كلية كرة السلة في سبورتس رفرنس.كوم (الإنجليزية)
- إسحاق كوبلاند على موقع ريلجم (الإنجليزية)
- إسحاق كوبلاند على موقع بروبوليرز (الإنجليزية)
- إسحاق كوبلاند على موقع سبورتس رفرنس (الإنجليزية)